# Camõesprijs
De Camõesprijs (Portugees, voluit: Prémio Luis de Camões) is een Braziliaans/Portugese internationale literatuurprijs. Het is de belangrijkste literaire onderscheiding binnen het Portugese taalgebied.

## Beschrijving

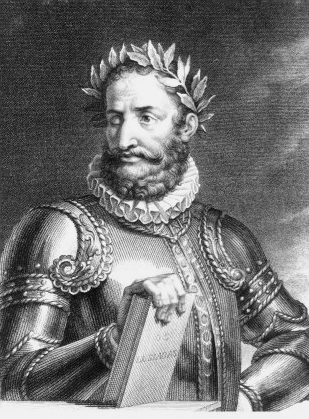
Luís de Camões

De Camõesprijs, die in 1988 werd ingesteld door de regeringen van Brazilië en Portugal, is genoemd naar de Portugese dichter Luís de Camões (±1524-1580), de auteur van Os Lusíadas. Hij wordt toegekend "om jaarlijks een Portugeestalige auteur te eren die, door de intrinsieke waarde van zijn werk, heeft bijgedragen aan de verrijking van het literaire en culturele erfgoed van de gemeenschappelijke taal". De onderscheiding wordt wel gezien als de Nobelprijs voor de Literatuur binnen het Portugese taalgebied.
De Camõesprijs wordt toegekend door het Braziliaanse Departamento Nacional do Livro ("Nationaal Departement van Boeken") en de Portugese Fundação Biblioteca Nacional ("Nationale Bibliotheekstichting"). Tot 2002 bestond de jaarlijks wisselende jury uit drie Braziliaanse en drie Portugese auteurs, maar ze wordt sindsdien samengesteld uit twee Brazilianen, twee Portugezen en twee schrijvers die afkomstig zijn uit de voormalige Portugese koloniën in Afrika. Aan de Camõesprijs, die beurtelings in Brazilië en Portugal wordt uitgereikt, is een geldbedrag van 100.000 euro verbonden.

## Winnaars
| Jaar | Winnaar                                                          | Land            |
| ---- | ---------------------------------------------------------------- | --------------- |
| 1989 | Miguel Torga                                                     | Portugal        |
| 1990 | João Cabral de Melo Neto                                         | Brazilië        |
| 1991 | José Craveirinha                                                 | Mozambique      |
| 1992 | Vergílio Ferreira                                                | Portugal        |
| 1993 | Rachel de Queiroz                                                | Brazilië        |
| 1994 | Jorge Amado                                                      | Brazilië        |
| 1995 | José Saramago                                                    | Portugal        |
| 1996 | Eduardo Lourenço                                                 | Portugal        |
| 1997 | Pepetela (Artur Carlos Maurício Pestana dos Santos)              | Angola          |
| 1998 | António Cândido de Mello e Sousa                                 | Brazilië        |
| 1999 | Sophia de Mello Breyner Andresen                                 | Portugal        |
| 2000 | Autran Dourado                                                   | Brazilië        |
| 2001 | Eugénio de Andrade                                               | Portugal        |
| 2002 | Maria Velho da Costa                                             | Portugal        |
| 2003 | Rubem Fonseca                                                    | Brazilië        |
| 2004 | Agustina Bessa-Luís                                              | Portugal        |
| 2005 | Lygia Fagundes Telles                                            | Brazilië        |
| 2006 | José Luandino Vieira weigerde de prijs om "persoonlijke redenen" | Portugal/Angola |
| 2007 | António Lobo Antunes                                             | Portugal        |
| 2008 | João Ubaldo Ribeiro                                              | Brazilië        |
| 2009 | Arménio Vieira                                                   | Kaapverdië      |
| 2010 | Ferreira Gullar                                                  | Brazilië        |
| 2011 | Manuel António Pina                                              | Portugal        |
| 2012 | Danton Trevisan                                                  | Brazilië        |
| 2013 | Mia Couto                                                        | Mozambique      |
| 2014 | Alberto da Costa e Silva                                         | Brazilië        |
| 2015 | Hélia Correia                                                    | Portugal        |
| 2016 | Raduan Nassar                                                    | Brazilië        |
| 2017 | Manuel Alegre                                                    | Portugal        |
| 2018 | Germano Almeida                                                  | Kaapverdië      |
| 2019 | Chico Buarque                                                    | Brazilië        |
| 2020 | Vítor Manuel de Aguiar e Silva                                   | Portugal        |
| 2021 | Paulina Chiziane                                                 | Mozambique      |